# Kraftringen AB

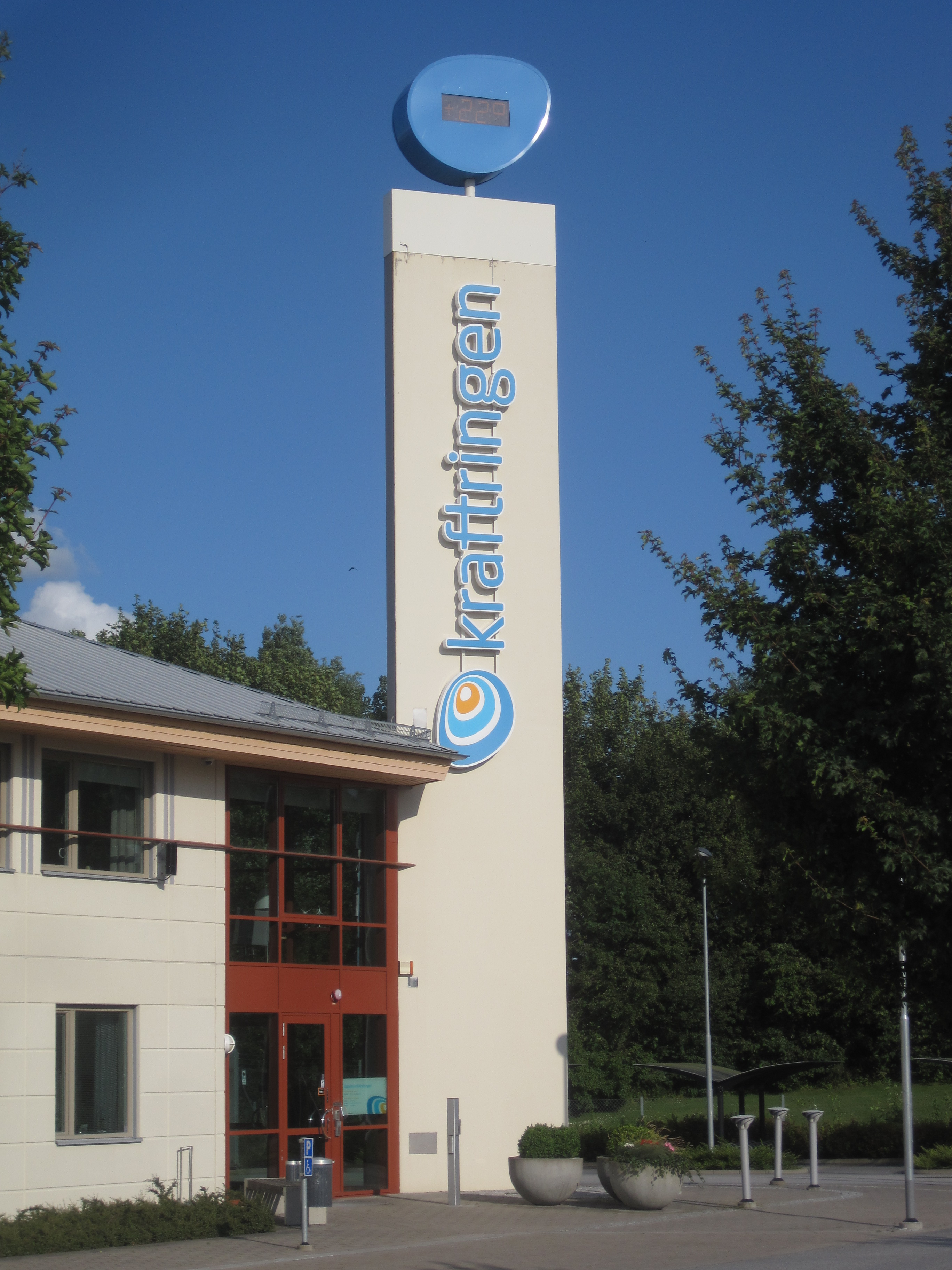
Entrén till Kraftringens - tidigare Lunds Energis - kontor i Lund.

Kraftringen AB, tidigare Lunds Energikoncernen AB, är ett energibolag med huvudkontor i Lund. Bolaget är elnätägare i Lunds kommun, Lomma kommun, Eslövs kommun och Hörby kommun, samt tillhandahåller gasnät och bredbandsnät. Bolaget producerar även egen el, fjärrvärme och fjärrkyla.

## Historik
Kraftringen var ursprungligen aktiv i Lund och Lomma, men genom samgång 2004 med det då konkursmässiga kommunalägda Ringsjö Energi AB, utökades verksamhetsområdet till att även innefatta Ringsjö Energis ägarkommuner, dvs Eslöv och Hörby.
Kraftringen AB har även verksamhet på andra platser i Sverige såsom Klippan, Ljungbyhed, Ulricehamn, Herrljunga samt Norge.

## Kraftringen Energi AB
Under Kraftringen Energi AB har man även de två helägda dotterbolagen Kraftringen Nät AB samt Kraftringen Service AB. Dessutom är man delägare i de tre bolagen Skånska Energi AB, Billinge Energi AB och Modity Energi Trading AB.    

## Fjärrvärme och fjärrkyla
Kraftringen energi producerar och distribuerar fjärrvärme i ett gemensamt nät i Lund, Lomma och Eslöv. Lokala fjärrvärmenät drivs även i Klippan, Ljungbyhed samt Bjärred.

## Ägarförhållanden
Kraftringen AB ägs av fyra skånska kommuner: till 82,4 % av Lunds kommun, 12,0 % av Eslövs kommun, 3,5 % av Hörby kommun samt 2,1 % av Lomma kommun. 